# 粒子時態成像室

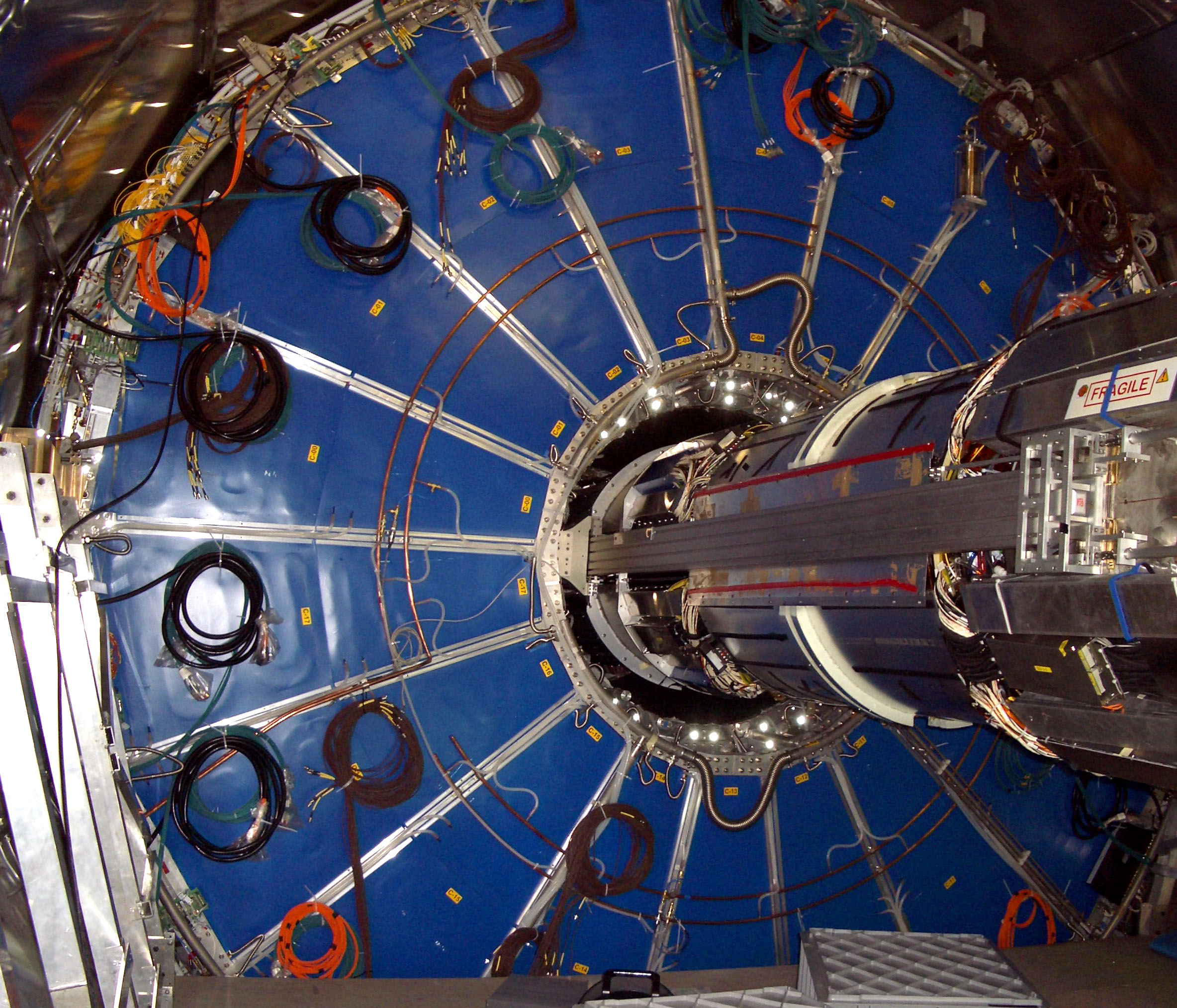
欧洲核子研究中心ALICE实验的 TPC

在物理學中，粒子時態成像室（Time Projection Chamber，TPC）是一種粒子探測器，利用電場和磁場的組合，配合充滿氣體或液體的高敏度空間，對粒子的軌跡或相互作用進行三維重建。

## 液氬粒子時態成像室 (LArTPC)
1976年，Herbert H. Chen 與加州大學爾灣分校和加州理工學院的合作者，提出了最早使用液態氬作為粒子時態成像室（LArTPC）之一。Chen 最初的目標是研究微中子-電子散射，但後來目標演變為測量太陽或宇宙微中子或質子衰變。
1977年，Carlo Rubbia 獨立且幾乎同時地提出在CERN建造 LArTPC，用於稀有事件粒子物理實驗。

## 探測器設計與特性
液態氬作為高敏度介質具有多種優勢。由於氬是惰性元素，電負性幾乎為零，這意味著由電離輻射產生的電子在向探測器讀出端漂移時不會被吸收。當高能帶電粒子通過時，氬也會閃爍，釋放的閃爍光子數量與粒子在氬中沉積的能量成正比。液態氬也相對便宜，使大規模項目在經濟上可行。然而，使用液態氬作為高敏度介質的主要動機之一是其密度。液態氬的密度約為 Nygren TPC 設計中使用的氣體的千倍，這使得粒子在探測器中發生相互作用的可能性提高了約千倍。這一特性在微中子物理學中特別有用，因為微中子-核子相互作用的截面很小。
典型的 LArTPC 由三部分組成。在探測器的一側是高壓陰極平面，用於在粒子時態成像室上建立漂移電場。雖然確切的電位取決於探測器的幾何形狀，但這種高壓陰極通常在探測器上產生 500V/cm 的漂移電場。
在陰極平面的對側是一組陽極平面，設置在比陰極高的電位上。每個平面之間由小間隙分隔，通常約為 1cm。一個平面由許多平行的導線組成，間距為幾毫米，每個平面的導線相對於垂直方向的角度各不相同。這些平面共同讀取漂移電子的信號。對於具有 N 個陽極線平面的探測器，內部的 N-1 個平面稱為感應平面。這些平面的電位低於外部平面，允許漂移電子通過它們，誘發用於事件重建的信號。外部平面稱為收集平面，因為漂移電子在這些導線上被收集，產生額外的信號。具有不同導線取向的多個平面允許進行二維事件重建，而第三維度則由電子漂移時間確定。
第三部分是在陰極和陽極之間的場籠(cage)。這個場籠在陰極和陽極之間保持均勻的電場，使漂移電子的軌跡盡可能地偏離從電離點到陽極平面的最短路徑。這旨在防止在事件重建過程中粒子軌跡的失真。

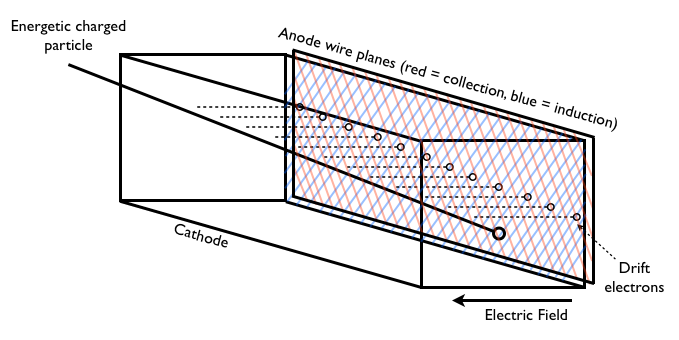
LArTPC 设计图和基本工作原理

集光系統(light collection system)通常伴隨基本的 LArTPC，作為通過閃爍光從事件中提取更多信息的手段。它也在觸發中扮演重要角色，因為它在粒子通過探測器後僅數納秒內收集閃爍光。這相比漂移電子到達線平面所需的時間（約長 1000 倍）要短得多，因此通常足以將閃爍光子的收集時間作為事件的觸發時間（t₀）。有了這個觸發時間，就可以找到電子漂移時間，從而實現事件的三維重建。雖然這樣的系統不是 LArTPC 確定觸發時間的唯一手段，但它們對於研究超新星和質子衰變等現象是必要的，因為這些現象中的粒子衰變或相互作用不是在人造加速器中產生的，因此粒子束的時間未知。光電倍增管（PMT）、矽光子倍增器（SiPM）或其他類型的光探測器通常用來收集閃爍光，這些探測器可以安裝在 LArTPC 的內壁上，以最大程度地收集由帶電粒子激發的氬閃爍光子。這些光探測器不僅有助於觸發事件，還可以提供額外的時間信息，以提高事件重建的精度。

## LArTPC 在微中子物理學中的應用
LArTPC 技術已經在許多現代微中子探測器中得到應用，特別是在長基線微中子振盪實驗和微中子相互作用研究中。這是因為 LArTPC 能夠提供精確的粒子軌跡重建和優秀的能量測量能力，使其成為探索微中子物理的理想工具。

### LArTPC 的主要優勢
- 高空間解析度  LArTPC 的主要優勢之一是其出色的空間解析度。因為電子在均勻電場中漂移，而陽極線可以精細測量電子的信號，LArTPC 可以以毫米甚至更小的解析度重建事件的軌跡。這對於識別粒子類型（如電子、μ 子、π 子等）以及精確測量微中子相互作用至關重要。
- 良好的能量測量能力  由於氬的高密度以及完整的能量沉積記錄，LArTPC 能夠準確測量入射粒子的能量，這在微中子物理學中特別重要，例如研究微中子振盪和尋找可能的新物理現象。
- 優異的電子偵測能力  LArTPC 可以精確識別電子信號，這在探測電子微中子（νₑ）時尤為關鍵。這一能力在 MiniBooNE 和 MicroBooNE 這樣的短基線微中子實驗中特別有用，因為它們正在尋找可能的低能級過剩（Low Energy Excess，LEE），這可能與惰性微中子振盪或新的物理機制（如惰性微中子）有關。
- 高效的質子和 π⁰ 重建  LArTPC 具有良好的質子和 π⁰ 識別能力，使得研究微中子相互作用過程（如準彈性散射、共振產生等）更加可靠。這對於理解微中子與物質的相互作用至關重要，進一步影響到微中子振盪參數的測量精度。

### LArTPC 相關實驗
LArTPC 技術已被應用於多個重要的微中子物理實驗中，包括：
- ICARUS（Image Cosmic And Rare Underground Signals）  ICARUS 是第一個大規模的 LArTPC 探測器，最初於 Gran Sasso 國家實驗室運行，後來被轉移到美國的 費米實驗室，用於短基線微中子計畫（Short-Baseline Neutrino Program, SBN）。該計畫旨在研究微中子振盪和其他微中子相互作用。
- DUNE（Deep Underground Neutrino Experiment）  DUNE 是目前最大的 LArTPC 項目之一，位於南達科他州的 Sanford Underground Research Facility（SURF）。這個國際合作項目旨在研究長基線微中子振盪，並尋找與物理學標準模型相違背的現象。
- SBND（Short-Baseline Neutrino Detector）  SBND 是 SBN 計畫的一部分，目標是提高對短基線微中子振盪的理解，並為未來更大規模的 LArTPC 實驗提供技術測試。

## 現況
LArTPC 技術已經成為現代微中子探測的核心技術之一，並在長基線振盪實驗、短基線反常的研究、質子衰變和宇宙微中子觀測等領域發揮關鍵作用。隨著技術的進步，LArTPC 未來將能夠提供更高精度的粒子重建能力，進一步推動微中子物理的發展，並可能揭示新物理現象，如無味微中子或其他標準模型以外的粒子。